# Stephanie Zehnle
Stephanie Zehnle (* 1986 in Zell am Harmersbach) ist eine deutsche Historikerin. Seit 2023 ist sie Professorin für Umwelt- und Technikgeschichte an der Universität Passau.

## Leben
Von 2006 bis 2010 studierte sie an der Justus-Liebig-Universität Gießen (Mittlere und Neuere Geschichte, Fachjournalistik, Philosophie), der Philipps-Universität Marburg (Arabisch) und der Johann Wolfgang Goethe-Universität Frankfurt am Main (Afrikanische Sprachwissenschaften). Von 2011 bis 2013 arbeitete sie als Wissenschaftliche Mitarbeiterin am Lehrstuhl für Neuere und Neueste Geschichte an der Universität Kassel im Projekt „Soziales Handeln an der frontier. Macht, Krieg und Religion im vorkolonialen Westafrika“. Im Frühjahr 2016 war sie Postdoc-Stipendiatin am Deutschen Historischen Institut London. Als Wissenschaftliche Mitarbeiterin der DFG-Forschergruppe  „Gewaltgemeinschaften“ arbeitete sie 2013 bis 2016 im Teilprojekt „Leopardenmänner. Ein translokales Gewaltphänomen in der kolonialen Phase Afrikas (Sierra Leone/Liberia 1880–1950)“ an der Universität Kassel. Ihre Habilitation zu den westafrikanischen Human Leopard Murder Trials (ca. 1880–1945) schließt sie derzeit ab. Am Historischen Institut der Universität Duisburg-Essen, Abteilung für Außereuropäische Geschichte arbeitete sie von 2017 bis 2018 als Wissenschaftliche Mitarbeiterin. Sie war ab 2018 Juniorprofessorin für Außereuropäische Geschichte des 19. und 20. Jahrhunderts am Historischen Seminar der Christian-Albrechts-Universität zu Kiel.
Ihre Forschungsschwerpunkte sind afrikanische Geschichte, Kolonialgeschichte, Geschichte der Zoologie, Umweltgeschichte / Geschichte der Mensch-Tier-Beziehungen (Human Animal Studies), Geschichte des Islams und Geschichte des Comics.

## Schriften (Auswahl)
- A geography of Jihad: Sokoto Jihadism and the Islamic frontier in West Africa, De Gruyter, Berlin, 2020. ISBN 978-3-87997-727-7
- mit Philipp Batelka, Michael Weise: Zwischen Tätern und Opfern : Gewaltbeziehungen und Gewaltgemeinschaften, Vandenhoeck & Ruprecht, 2017. ISBN 978-3-525-30099-2
- mit Winfried Speitkamp: Afrikanische Tierräume: historische Verortungen, Köppe, Köln, 2014. ISBN 978-3-89645-902-2
- mit Helge Baumann, Maria Rossdal, Michael Weise: Habt euch müde schon geflogen? Reise und Heimkehr als kulturanthropologische Phänomene. Tectum, Marburg, 2010. ISBN 978-3-8288-2184-2
- Colourful Frontiers. African Map-Making in Colonial Cameroon. In: Diana Lange / Benjamin van der Linde (Hg.), Maps and Colours. A Complex Relationship. Leiden: Brill 2024, S. 163–176. ISBN 978-90-04-46736-1